# Pavel Rosa
Pavel Rosa (ur. 7 czerwca 1977 w Moście) – czeski hokeista. Reprezentant Czech.
Jego brat Stanislav (ur. 1974) także był hokeistą.

## Kariera klubowa
- HC Litvínov (1994–1995)
- Olympiques Gatineau (1995–1997)
- Fredericton Canadiens (1997)
- Long Beach Ice Dogs (1998)
- Los Angeles Kings (1998–1999)
- Long Beach Ice Dogs (1999–2000)
- HPK (2000–2001)
- Jokerit (2001–2002)
- Los Angeles Kings (2002)
- Manchester Monarchs (2002–2003)
- Los Angeles Kings (2003)
- Manchester Monarchs (2003–2004)
- Dinamo Moskwa (2004–2005)
- Timrå IK (2005–2006)
- Awangard Omsk (2006–2009)
- Rögle BK (2009)
- Kärpät (2009–2010)
- Fribourg-Gottéron (2010–2012)
- HC Lugano (2012–2013)
- HC Litvínov (2013)
- Pelicans (2013–2014)
- Orli Znojmo (2014–2015)

Wychowanek i od października 2013 tymczasowo ponownie zawodnik HC Litvínov. Pod koniec listopada 2013 został zawodnikiem Pelicans. Od lipca 2014 zawodnik Orli Znojmo. Po sezonie 2014/2015 zakończył karierę.

## Sukcesy
Indywidualne
- Mistrzostwa Europy juniorów do lat 18 w hokeju na lodzie 1995:
  - Pierwsze miejsce w klasyfikacji strzelców turnieju: 8 goli
  - Pierwsze miejsce w klasyfikacji kanadyjskiej turnieju: 11 punktów[5]
- QMJHL 1995/1996:
  - Michel Bergeron Trophy – nagroda dla najlepszego ofensywnego pierwszoroczniaka sezonu QMJHL
- QMJHL 1996/1997:
  - Coupe Telus
  - Trophée Jean Béliveau
- SM-liiga (2009/2010):
  - Trzecie miejsce w klasyfikacji kanadyjskiej w sezonie zasadniczym: 51 punktów[6]